# Hahn (cràter)

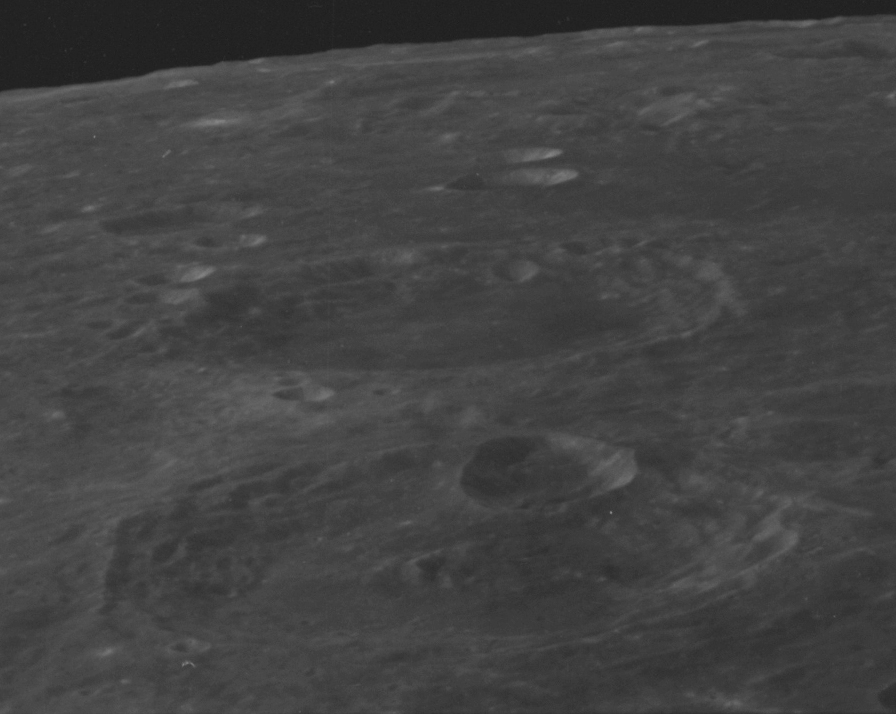
Vista obliqua de Hahn en primer pla i Berosus darrere d'ell. Fotografia de la missió Apol·lo 14

Hahn és un cràter d'impacte situat prop de l'extremitat nord-est de la Lluna, per la qual cosa apareix ovalat quan s'observa des de la Terra a causa de l'escorç. Es troba a menys d'un diàmetre al sud-est del cràter Berosus, una formació una mica més petita.
La seva paret interior conté un sistema de terrasses, sobretot a la meitat sud. Un cràter més petit travessa la vora de Hahn al nord-oest, formant un una esquerda que arriba al sòl interior, que presenta una regió d'albedo menor en la seva meitat nord, amb un aspecte més fosc que la secció sud de la planta. A punt mitjà presenta una cresta central una mica allargada, orientada de nord a sud. El sòl està marcat per diversos petits cràters.

## Cràters satèl·lit
Per convenció, aquests elements s'identifiquen als mapes lunars col·locant la lletra al costat del punt central del cràter més pròxim a Hahn.
|      | \| Hahn \| Coordenades \| Diàmetre \| \| ---- \| ------------------------------------ \| -------- \| \| \| 29° 42′ N, 69° 42′ E / 29.7°N,69.7°E \| 17 km \| \| B \| 31° 24′ N, 77° 00′ E / 31.4°N,77.0°E \| 15 km \| \| D \| 27° 30′ N, 68° 36′ E / 27.5°N,68.6°E \| 15 km \| \| E \| 27° 42′ N, 70° 00′ E / 27.7°N,70.0°E \| 15 km \| \| F \| 32° 12′ N, 73° 00′ E / 32.2°N,73.0°E \| 23 km \| |          |
| Hahn | Coordenades | Diàmetre |
|      | 29° 42′ N, 69° 42′ E / 29.7°N,69.7°E | 17 km    |
| B    | 31° 24′ N, 77° 00′ E / 31.4°N,77.0°E | 15 km    |
| D    | 27° 30′ N, 68° 36′ E / 27.5°N,68.6°E | 15 km    |
| E    | 27° 42′ N, 70° 00′ E / 27.7°N,70.0°E | 15 km    |
| F    | 32° 12′ N, 73° 00′ E / 32.2°N,73.0°E | 23 km    |